# Parque nacional Alton
Alton es un parque nacional en Queensland (Australia), ubicado a 371 km al oeste de Brisbane y 75 km al este de San Jorge. Es un parque de pequeñas dimensiones. 
Se puede acceder a él por la autopista Moonie. El parque no tiene instalaciones para campistas, si bien los visitantes pueden acampar solicitando permiso y trayendo al parque todo lo necesario. 